# Zádorfalva
Zádorfalva is een plaats (község) en gemeente in het Hongaarse comitaat Borsod-Abaúj-Zemplén. Zádorfalva telt 529 inwoners (2001).